# Paroecobius wilmotae
Paroecobius wilmotae är en spindelart som beskrevs av Lamoral 1981. Paroecobius wilmotae ingår i släktet Paroecobius och familjen Oecobiidae.
Artens utbredningsområde är Botswana. Inga underarter finns listade i Catalogue of Life.